# Furkacja
Furkacja (łac. furca, „widły”) – wyraźne zróżnicowanie programu lub programów nauczania w szkole danego typu, co powoduje pojawienie się odrębnych, ale równoległych ciągów programowych.
Zróżnicowanie dwóch programów określane jest jako bifurkacja, a wielokierunkowe jako polifurkacja. Celem furkacji jest większe i efektywniejsze wykorzystanie różnic w zdolnościach, możliwościach i zainteresowaniach uczniów, co winno przekładać się na lepsze przygotowanie abiturientów do pracy zawodowej lub do kolejnego etapu edukacji.